# Ann Grossman
Ann Grossman (13 oktober 1970) is een voormalig professioneel tennisspeelster uit de Verenigde Staten van Amerika. Zij was actief in het proftennis van 1987 tot en met 1998.
In het najaar van 1997 trad zij in het huwelijk met de Amerikaanse Olympisch zwemmer Eric Wunderlich. Voor het nog resterende deel van haar loopbaan opereerde zij ook onder de namen Ann Wunderlich en Ann Grossman-Wunderlich.

## Loopbaan
In het enkelspel stond Grossman in 1988 voor het eerst in een WTA-finale, op het toernooi van San Diego. Hoewel er nog zes andere WTA-finales zouden volgen, heeft zij er nooit een met winst kunnen afsluiten.
In het vrouwendubbelspel speelde zij haar eerste finale tijdens de 1991-editie van het WTA-toernooi van Tarente, samen met de Italiaanse Laura Golarsa – zij verloren van het koppel Alexia Dechaume en Florencia Labat. In 1993 behaalde zij haar eerste (en enige) titel op het WTA-toernooi van San Juan – samen met de Amerikaanse Debbie Graham versloeg zij het koppel Gigi Fernández en Rennae Stubbs in drie sets. In datzelfde jaar was zij deelnemer in het Amerikaanse Fed Cup-team waarin zij eveneens met Debbie Graham dubbelde – dit koppel won al hun wedstrijden, ook in de kwartfinale waarin het Amerikaanse team het hoofd moest buigen voor het team van Argentinië waarin Florencia Labat haar enkelspelpartij tegen Lori McNeil had gewonnen.
In het gemengd dubbelspel bereikte zij op Roland Garros tweemaal de derde ronde: in 1993 met de Amerikaan Mike Briggs en in 1995 met Mark Knowles van de Bahama's.
1993 en 1994 waren haar beste jaren. Zij bereikte daarin haar hoogste positie op de WTA-ranglijsten: 29e in het enkelspel en 31e in het dubbelspel. Ook haar resultaten op grandslamtoernooien bereikten toen hun top, waaronder een kwartfinale dubbelspel op het Australian Open en een vierde ronde enkelspel op het US Open. In Manhattan Beach 1994 versloeg zij in de derde ronde niemand minder dan Martina Navrátilová, en tijdens het US Open 1994 Mary Joe Fernandez eveneens in de derde ronde.
Op de Pan-Amerikaanse Spelen 1995 in Mar del Plata (Argentinië) behaalde zij in de afdeling "Tennis – vrouwenenkelspel" een zilveren medaille, waarbij zij alleen de thuisspelende Florencia Labat, die alweer haar pad kruiste, op het ereschavot boven zich moest dulden.
Na het US Open 1998, waar zij niet meer door de kwalificatieronde kwam, beëindigde zij haar loopbaan als professioneel tennisspeelster, een loopbaan die twaalf jaren had omvat. Sindsdien heeft zij bij de USTA functies vervuld in de Olympische commissie en in de Fed Cup-commissie.

## Posities op deWTA-ranglijst
Positie per einde seizoen:
| jaar | rang enkelspel | rang dubbelspel |
| ---- | -------------- | --------------- |
| 1987 | 378            | –               |
| 1988 | 48             | 224             |
| 1989 | 54             | 201             |
| 1990 | 50             | 107             |
| 1991 | 89             | 140             |
| 1992 | 36             | 163             |
| 1993 | 35             | 31              |
| 1994 | 37             | 100             |
| 1995 | 89             | 111             |
| 1996 | 72             | 84              |
| 1997 | 76             | 89              |
| 1998 | 276            | 216             |

## Palmares
| Legenda                |
| ---------------------- |
| Grandslamtoernooi      |
| Olympische Spelen      |
| Year-End Championships |
| Tier I                 |
| Tier II                |
| Tier III               |
| Tier IV & V            |

### WTA-finaleplaatsen enkelspel
| nr.              | finale     | toernooi            | ondergrond    | tegenstandster | score         |
| ---------------- | ---------- | ------------------- | ------------- | -------------- | ------------- |
| gewonnen finales |            |                     |               |                |               |
| geen             |            |                     |               |                |               |
| verloren finales |            |                     |               |                |               |
| 1.               | 1988-08-07 | WTA San Diego       | hardcourt     | Stephanie Rehe | 1-6, 1-6      |
| 2.               | 1990-05-27 | WTA Straatsburg     | gravel        | Mercedes Paz   | 2-6, 3-6      |
| 3.               | 1992-10-04 | WTA Taipei          | hardcourt     | Shaun Stafford | 1-6, 3-6      |
| 4.               | 1993-04-25 | WTA Kuala Lumpur    | hardcourt (i) | Nicole Provis  | 3-6, 2-6      |
| 5.               | 1993-05-02 | WTA Jakarta         | hardcourt     | Yayuk Basuki   | 4-6, 4-6      |
| 6.               | 1993-08-01 | WTA San Juan        | hardcourt     | Linda Wild     | 3-6, 7-5, 3-6 |
| 7.               | 1994-08-14 | WTA Manhattan Beach | hardcourt     | Amy Frazier    | 1-6, 3-6      |

### WTA-finaleplaatsen vrouwendubbelspel
| nr.              | finale     | toernooi         | ondergrond | partner       | tegenstandsters                 | score         |
| ---------------- | ---------- | ---------------- | ---------- | ------------- | ------------------------------- | ------------- |
| gewonnen finales |            |                  |            |               |                                 |               |
| 1.               | 1993-08-01 | WTA San Juan     | hardcourt  | Debbie Graham | Gigi Fernández Rennae Stubbs    | 5-7, 7-5, 7-5 |
| verloren finales |            |                  |            |               |                                 |               |
| 1.               | 1991-05-05 | WTA Tarente      | gravel     | Laura Golarsa | Alexia Dechaume Florencia Labat | 2-6, 5-7      |
| 2.               | 1993-02-28 | WTA Indian Wells | hardcourt  | Patricia Hy   | Rennae Stubbs Helena Suková     | 3-6, 4-6      |

## Resultaten grandslamtoernooien
| Legenda | Legenda                          |
| ------- | -------------------------------- |
| g.t.    | geen toernooi gehouden           |
| l.c.    | lagere categorie                 |
| –       | niet deelgenomen                 |
| G       | uitgeschakeld in de groepsfase   |
| 1R      | uitgeschakeld in de eerste ronde |
| 2R      | uitgeschakeld in de tweede ronde |
| 3R      | uitgeschakeld in de derde ronde  |
| 4R      | uitgeschakeld in de vierde ronde |
| KF      | uitgeschakeld in de kwartfinale  |
| HF      | uitgeschakeld in de halve finale |
| F       | de finale verloren               |
| W       | het toernooi gewonnen            |
| w-v     | winst/verlies-balans             |

### Enkelspel
| toernooi        | 1987 | 1988 | 1989 | 1990 | 1991 | 1992 | 1993 | 1994 | 1995 | 1996 | 1997 | 1998 |
| --------------- | ---- | ---- | ---- | ---- | ---- | ---- | ---- | ---- | ---- | ---- | ---- | ---- |
| Australian Open | –    | –    | 2R   | 1R   | 1R   | –    | 2R   | 3R   | 1R   | 1R   | 2R   | 1R   |
| Roland Garros   | –    | –    | 4R   | 4R   | 3R   | 3R   | 2R   | 3R   | 2R   | 3R   | 3R   | 2R   |
| Wimbledon       | –    | –    | 1R   | 2R   | 2R   | –    | 2R   | 3R   | 2R   | 1R   | 1R   | –    |
| US Open         | 1R   | 2R   | 2R   | 3R   | 1R   | 2R   | 1R   | 4R   | 3R   | 2R   | 1R   | –    |

### Vrouwendubbelspel
| toernooi        | 1988 | 1989 | 1990 | 1991 | 1992 | 1993 | 1994 | 1995 | 1996 | 1997 | 1998 |
| --------------- | ---- | ---- | ---- | ---- | ---- | ---- | ---- | ---- | ---- | ---- | ---- |
| Australian Open | –    | 1R   | 1R   | 1R   | –    | 1R   | KF   | 1R   | 1R   | 1R   | 2R   |
| Roland Garros   | –    | 1R   | 2R   | 1R   | –    | 2R   | 2R   | 1R   | 1R   | 1R   | 1R   |
| Wimbledon       | 1R   | –    | 1R   | –    | –    | 1R   | 1R   | 1R   | 2R   | 1R   | –    |
| US Open         | –    | –    | 2R   | 1R   | 1R   | 1R   | 1R   | –    | 1R   | 1R   | –    |

### Gemengd dubbelspel
| toernooi        | 1989 | 1990 |    | 1993 | 1994 | 1995 | 1996 | 1997 |
| --------------- | ---- | ---- | -- | ---- | ---- | ---- | ---- | ---- |
| Australian Open | –    | –    | –  | 2R   | –    | –    | –    |      |
| Roland Garros   | –    | –    | 3R | –    | 3R   | –    | –    |      |
| Wimbledon       | –    | 1R   | 1R | 1R   | –    | 1R   | 1R   |      |
| US Open         | 1R   | –    | 1R | –    | –    | –    | –    |      |